# Leon Lederman
Pour les articles homonymes, voir Lederman.
Leon Max Lederman (né le 15 juillet 1922 à New York et mort le 3 octobre 2018 à Rexburg en Idaho) est un physicien américain.
Melvin Schwartz, Jack Steinberger et lui sont colauréats du prix Nobel de physique de 1988 pour leurs travaux sur les neutrinos.

## Biographie
Leon Lederman étudie au City College de New York jusqu'en 1943, puis rejoint l'armée américaine. Après la Seconde Guerre mondiale, en 1946, il reprend ses études à l'université Columbia où il soutient sa thèse de doctorat en 1951. Il devient professeur en 1958, puis dirige le laboratoire de l'université Columbia de 1961 à 1978.
Il travaille avec ses collègues Melvin Schwartz et Jack Steinberger sur une méthode de détection des neutrinos, qui leur vaudra le prix Nobel de physique en 1988 « pour la méthode du faisceau de neutrinos et la démonstration de la structure en doublet des leptons grâce à la découverte du neutrino muonique ». En 1977, il découvre le quark bottom. En 1979, il est nommé directeur du Fermilab puis rejoint l'université de Chicago en 1989. Il crée en 1995 un centre éducatif scientifique au Fermilab.
Leon Lederman a reçu la National Medal of Science en 1965, le prix Wolf de physique en 1982 et le Enrico Fermi Award en 1992.
Il meurt dans la nuit du 2 au 3 octobre 2018 à l'âge de 96 ans.
En 2015, il avait été contraint de vendre aux enchères sa médaille en or du Prix Nobel pour financer ses soins médicaux.
L'astéroïde (85185) Lederman porte son nom.

## Publications
- Leon M. Lederman et Dick Teresi, The God Particle : If the Universe Is the Answer, What Is the Question?  (ISBN 0-385-31211-3)
- Leon Lederman et David N. Schramm, From Quarks to the Cosmos.  (ISBN 0-716-76012-6)
- Leon M. Lederman et al., Portraits of Great American Scientists.  (ISBN 1-573-92932-8)
- Leon M. Lederman et Christopher T. Hill, Symmetry and the Beautiful Universe.  (ISBN 1-591-02242-8)